# Ketten Frères

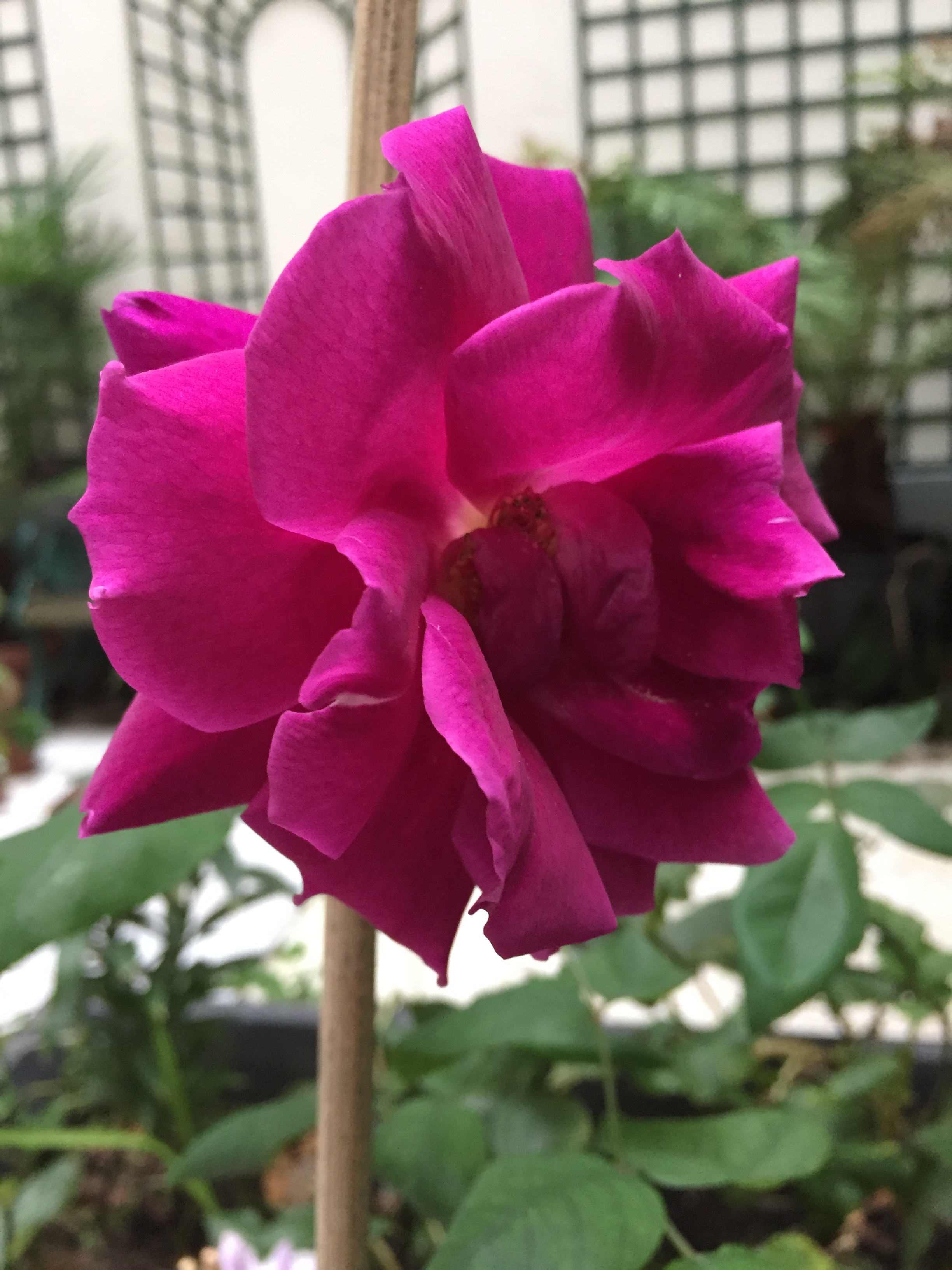
Rose 'Madame Georges Petit' (1928).

Ketten Frères est une entreprise luxembourgeoise active de 1867 à 1948, spécialisée dans la culture de rosiers.

## Historique
L'entreprise a été fondée à Limpertsberg en 1867 par le rosiériste Jean Ketten (1844-1922) et son frère Evrard (mort en 1912), ancien apprenti de Soupert & Notting. En 1912, Jean Ketten (mort en 1937), fils d'Evrard Ketten, prend la direction de l'entreprise familiale avec son cousin Charles Ketten.
Elle proposait plus de 1 500 variétés de roses, dont outre les siennes un grand nombre de roses issues du catalogue du rosiériste autrichien Geschwind.
Elle a notamment travaillé pour la cour impériale de Saint-Pétersbourg et plus généralement pour le marché russe.
Aujourd'hui l'on peut admirer les obtentions de Ketten Frères à la "Roseraie Château de Munsbach" à Munsbach (L), le Conservatoire des roses luxembourgeoise, créé par l'association Lëtzebuerger Rousefrënn. Et au Gaard um Titzebierg, jardin ouvert au public à Titzebierg, au Luxembourg.

## Quelques obtentions
- 'La Prosperine' (hybride de Rosa multiflora grimpant 1897)
- 'Docteur Pouleur' (rose thé 1897)
- 'Prince Théodore Galitzine' (rose thé 1898)[5]
- 'Princesse Troubetzkoï' (rose thé 1899)
- 'Princesse Étienne de Croÿ' (hybride de thé 1908)
- 'Souvenir de la Comtesse de Roquette-Buisson' (hybride de thé 1908)
- 'Mademoiselle Marthe Cahuzac' (polyantha 1902)
- 'Souvenir d'Anne-Marie' (hybride de thé 1902)
- 'Edmée et Roger' (hybride de thé 1902)
- 'Lia' (hybride de thé 1908)
- 'Général Peschkoff' (hybride de thé 1909)
- 'Baronne Charles d'Huart' (hybride de thé 1910)
- 'Générale Marie Raievsky' (hybride remontant 1911)
- 'Margherita Croze' (hybride de thé 1913)
- 'Evrard Ketten' (hybride de thé 1920)
- 'Madame Édouard Herriot Cl.' (sport grimpant 1921)
- 'Vicomte Maurice de Mellon' (hybride de thé 1921)
- 'Souvenir de Gustave Schickelé' (hybride de thé 1927)
- 'Madame Georges Petit' (hybride de thé 1928)
- 'Madame Gabriel Hanra' (hybride de thé 1929)
- 'Madame Charles Haas' (hybride de thé 1930)
- 'Prince Félix de Luxembourg( (hybride de thé 1930)
- 'Violet Wilton' (hybride de thé 1930)
- 'Cocarde Jaune' (hybride de thé 1933)
- 'Grande-Duchesse Charlotte' (hybride de thé 1938)[6]

## Hommages
En 1883, Gilbert Nabonnand dédie aux frères Ketten une rose thé de couleur jaune baptisée 'Ketten Frères'.